# Danilo Medina
Danilo Medina (født 10. november 1951) er en dominikansk politiker og siden 16. august 2012 den Dominikanske Republiks præsident.
Medina er medlem af Partido de la Liberación Dominicana, der har været det ledende parti i landet siden 2004. Han vandt præsidentvalget i maj 2012, med 51,24% af stemmerne. Han overtog præsidentposten efter Leonel Fernández.

## referencer
1. ↑  Santo Domingo (21. maj 2012). "Décimo Boletín de la JCE: PLD 51.24% y PRD 46.93%". Listin.com.do.

 Der er for få eller ingen kildehenvisninger i denne artikel, hvilket er et problem. Du kan hjælpe ved at angive troværdige kilder til de påstande, som fremføres i artiklen.